# 베름란드 공작부인 소피아
소피아 크리스티나 헬크비스트(Sofia Kristina Hellqvist, 1984년 12월 6일 ~ )는 스웨덴 왕가의 일원이다. 베름란드 공작 칼 필립 왕자의 부인으로 스웨덴의 왕자빈이자 베름란드 공작부인이다. 혼인 전에는 누드 모델로서 리얼리티 방송에서 활동하였고 뉴욕으로 이주해 요가 교사로 일하며 회계를 공부했다.